# Asian Disaster Reduction Center
O Asian Disaster Reduction Center (em tradução livre: Centro Asiático de Redução de Desastres) foi estabelecido em Kobe, província de Hyogo, no Japão, em 1998, com a missão de aumentar a resiliência aos desastres dos países membros, construir comunidades seguras e criar uma sociedade onde o desenvolvimento sustentável seja possível.
O ADRC fornece informações sobre os últimos desastres na Ásia e em outras partes do mundo, gerenciamento de desastres nos países membros e boas práticas para a redução do risco de desastres.